# 아쿠아 폴리스
아쿠아 폴리스(영어: Aqua Polis)은 대한민국 경상남도 거제시에 추진 중인 호텔이었다.

## 같이 보기
- 경상남도의 마천루 목록
- 거제시의 마천루 목록
- 대한민국의 호텔 목록